# Кожуховський концентраційний табір
Кожуховський концтабір — більшовицький концентраційний табір, створений ВЧК у жовтні 1919 року поблизу залізничної станції Кожухово (нині — у складі Москви, Росія).

## Історія
Комплекс будівель кожуховського концтабору, споруджений ще під час першої світової війни як табір тимчасового утримання військовополонених. Точне місцезнаходження табору не відоме. Частина документів посилається на Симонов монастир за станцією Кожухово, але на мапах 1920-х років Симонов монастир розташований на значній відстані від станції. Поруч з монастирем, уздовж ріки Москви у той час, розташовувалися фабричні корпуси або житлові будинки. 18 жовтня 1919 року більшовики тут відкрили концтабір, розрахований на близько 240 осіб. Табір належав до Головного управління громадських робіт і повинностей, яке підпорядковувалося Головному управлінню примусових робіт при НКВС СРСР.
На території знаходилися дерев'яні великі та високі бараки, розрахованих на 60 осіб, лазня, околодок, театр (в одному з бараків) та бібліотека. Комендантами табору були: Звєрєв (1919 рік), Биков Федір Іванович (1920 рік), Косарев Василь Мойсейович (1921-1922 роки).
Первісно у таборі утримувалися кримінальники, полонені поляки та політичні (колишні білогвардійські офіцери з Півдня і з Сибіру: «Більшість колишніх білогвардійських офіцерів вже перебували на службі у лавах Червоної армії і затримано було їх при реєстрації»), «тамбовські заручники». Як і в більшості подібних таборів, ув'язнені могли бути відряджені на примусові роботи. З Кожуховського табору, зокрема, відправляли ремонтувати Державний Малий театр. Серед встановлених імен в'язнів, з числа білогвардійських офіцерів — Микола Георгійович Грибановский, колишній поручик інженерних військ.
У травні 1920 року до табору прибуло понад 260 старшин УГА на чолі з отаманом Семеном Ґоруком. Загалом через концтабір пройшло близько 600 вояків УГА, серед них — командувач УГА генерал-хорунжий Осип Микитка, командири бригад Роман Дудинський та Осип Букшований, Тарас Франко, син Івана Франка.
У таборі діяв український хор і створений на базі фронтового театру УГА Український молодіжний галицький театр.
Частина ув'язнених померла через хвороби та важкі умови утримання, понад 150 страчено під час етапування до Соловецького концтабору.
Завдяки зусиллям співробітників Галицького бюро при ЦК РКП(б) звільнено близько 250 колишніх вояків та старшин УГА, зокрема, останні ув'язнені залишили концтабір у серпні 1920 року, під час так званого часткового «розвантаження» табору. Найімовірніше, тому що велика концентрація колишніх військових офіцерів у таборах в центральній Росії вважалася потенційно небезпечною, військовополонені були розсіяні по інших місцях ув'язнення. Сам табір вже на початку 1922 року у документах фігурує як «колишній Кожуховский табір», а його бараки передали «Каширбуду» — група організацій, що займалася будівництвом Каширської гідроелектростанції.
По війні територія колишнього концтабору увійшла в межі житлового масиву колишнього автомобільного заводу ЗіЛ.